# Type C (lớp tàu ngầm)
Tàu ngầm tuần dương Type C (巡潜丙型潜水艦 Junsen Hei-gata sensuikan) là một lớp tàu ngầm hạng nhất phục vụ cùng Hải quân Đế quốc Nhật Bản trong Chiến tranh Thế giới thứ hai. Những tàu ngầm Type C được trang bị vũ khí mạnh hơn các chiếc Type A và Type B. Chúng còn được sử dụng như những tàu ngầm mẹ để vận chuyển tàu ngầm bỏ túi Kō-hyōteki hoặc ngư lôi cảm tử Kaiten, nên không được lắp đặt những thiết bị hàng không.

## Các biến thể
Tàu ngầm Type C được chia thành ba phân lớp:
- Type-C (丙型（伊十六型） Hei-gata, lớp I-16?)
- Type-C Cải tiến (丙型改（伊五十二型） Hei-gata Kai, lớp I-52?)
- Type V22B (第379号艦型 Dai-379-Gō kan-gata, lớp Tàu số 379?) (không được chế tạo)

### Type C(lớpI-16)

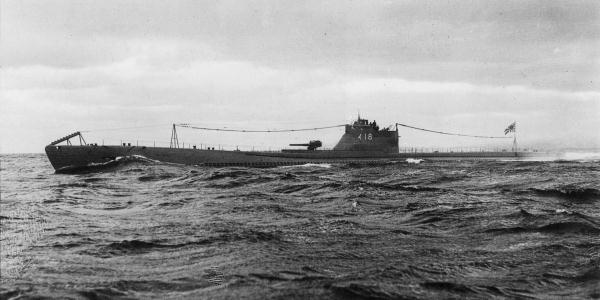
I-18 vào năm 1941

Các đề án số S38 và S38B (lô thứ hai). Chúng được phát triển tiếp tục dựa trên kiểu Junsen III (lớp I-7). Tám chiếc được chế tạo trong giai đoạn từ năm 1937 đến năm 1944 trong Chương trình Maru 3 năm 1937 (các chiếc số 44 - 48) và Chương trình Maru Kyū năm 1941 (các chiếc 376 - 378).
| Số hiệu | Tên               | Xưởng chế tạo                                                           | Đặt lườn          | Hạ thủy           | Hoàn tất          | Số phận |
| 44      | I-16              | Mitsubishi, Xưởng tàu Kōbe Xưởng vũ khí Hải quân Kure (sau khi hạ thủy) | 15 tháng 9, 1937  | 28 tháng 7, 1938  | 20 tháng 3, 1940  | Bị tàu hộ tống khu trục USS England đánh chìm tại Bougainville, 19 tháng 5, 1944                                                                                |
| 45      | I-18              | Xưởng vũ khí Hải quân Sasebo                                            | 25 tháng 8, 1937  | 12 tháng 11, 1938 | 31 tháng 1, 1941  | Bị tàu khu trục USS Fletcher đánh chìm về phía Đông Nam Guadalcanal, 11 tháng 2, 1943.                                                                          |
| 46      | I-20              | Mitsubishi, Xưởng tàu Kōbe                                              | 16 tháng 11, 1937 | 25 tháng 1, 1939  | 26 tháng 9, 1940  | Mất tích tại Tây Nam Thái Bình Dương sau ngày 31 tháng 8, 1943.                                                                                                 |
| 47      | I-22              | Kawasaki, Xưởng tàu Kōbe                                                | 25 tháng 11, 1937 | 23 tháng 12, 1938 | 10 tháng 3, 1941  | Bị một thủy phi cơ PBY Catalina đánh chìm tại Malaita thuộc quần đảo Solomon, 6 tháng 10, 1942.                                                                 |
| 48      | I-24              | Xưởng vũ khí Hải quân Sasebo                                            | 05 tháng 12, 1938 | 12 tháng 11, 1939 | 31 tháng 10, 1941 | Bị tàu tuần tra USS PC-487 húc và đánh chìm tại Kiska, quần đảo Aleut, 11 tháng 6, 1943.                                                                        |
| 376     | I-46 (lô thứ hai) | Xưởng vũ khí Hải quân Sasebo                                            | 21 tháng 11, 1942 | 03 tháng 6, 1943  | 29 tháng 2, 1944  | Mất tích tại vùng biển Philippine sau ngày 26 tháng 10, 1944.                                                                                                   |
| 377     | I-47 (lô thứ hai) | Xưởng vũ khí Hải quân Sasebo                                            | 21 tháng 11, 1942 | 29 tháng 9, 1943  | 10 tháng 7, 1944  | Cải biến thành tàu ngầm mang ngư lôi Kaiten vào cuối năm 1944. Xuất biên chế 30 tháng 11, 1945. Đánh chìm như mục tiêu tại quần đảo Gotō, 1 tháng 4, 1946.      |
| 378     | I-48 (lô thứ hai) | Xưởng vũ khí Hải quân Sasebo                                            | 19 tháng 6, 1943  | 12 tháng 12, 1943 | 5 tháng 9, 1944   | Cải biến thành tàu ngầm mang ngư lôi Kaiten vào cuối năm 1944. Bị các tàu hộ tống khu trục USS Corbesier và USS Conklin đánh chìm tại Ulithi, 23 tháng 1, 1945. |

### Type C Cải tiến(lớpI-52)

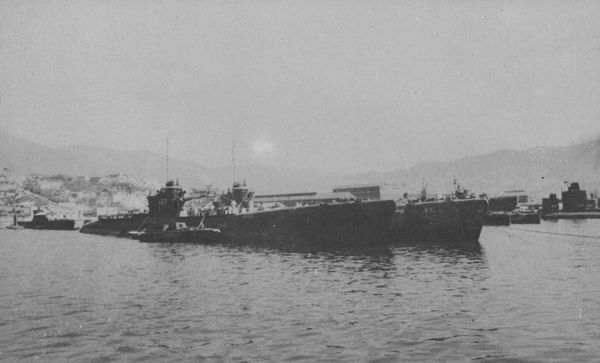
I-53 vào năm 1945

Đề án số S37D. Hai mươi chiếc đã được lên kế hoạch chế tạo trong Chương trình Maru Tsui năm 1941 (các chiếc số 625 - 632) và Chương trình Kai-Maru 5 năm 1942 (các chiếc số 5141 - 5155). Căn cứ vào số đề án, chúng là một biến thể của tàu ngầm Type B. Kế hoạch chế tạo 17 chiếc bị hủy bỏ vào cuối năm 1942, khi Hải quân Đế quốc Nhật Bản có kế hoạch chế tạo Type E (lớp tàu ngầm) (戊型潜水艦 Bo-gata sensuikan), vốn sẽ trở thành kiểu tàu ngầm chủ lực vào năm 1945.
| Số hiệu     | Tên       | Xưởng chế tạo              | Đặt lườn         | Hạ thủy           | Hoàn tất          | Số phận |
| 625         | I-52      | Xưởng vũ khí Hải quân Kure | 18 tháng 3, 1942 | 10 tháng 11, 1942 | 28 tháng 12, 1943 | Bị máy bay từ tàu sân bay hộ tống USS Bogue đánh chìm về phía Tây bán đảo Cap Vert, 24 tháng 6, 1944.                                                           |
| 626         | I-53      | Xưởng vũ khí Hải quân Kure | 15 tháng 5, 1942 | 24 tháng 12, 1942 | 20 tháng 2, 1944  | Cải biến thành tàu ngầm mang ngư lôi Kaiten vào cuối năm 1944. Xuất biên chế 30 tháng 11, 1945. Đánh chìm như mục tiêu tại quần đảo Gotō, 1 tháng 4, 1946.      |
| 628         | I-55      | Xưởng vũ khí Hải quân Kure | 15 tháng 6, 1942 | 20 tháng 4, 1943  | 20 tháng 4, 1944  | Bị các tàu hộ tống khu trục USS Wyman, USS Reynolds và máy bay từ tàu sân bay hộ tống USS Hoggatt Bay đánh chìm về phía Đông quần đảo Mariana, 28 tháng 7, 1944 |
| 630 632     | I-57 I-59 |                            |                  |                   |                   | Hủy bỏ vào năm 1943. |
| 5141 - 5155 |           |                            |                  |                   |                   | Hủy bỏ vào năm 1943. |

### Type V22B
Đề án số S49B. Hai mươi tám chiếc đã được lên kế hoạch chế tạo trong Chương trình Maru Kyū năm 1941 (các chiếc số 379 - 381) và Chương trình Kai-Maru 5 năm 1942 (các chiếc số 5156 - 5180). Kế hoạch chế tạo bị hủy bỏ toàn bộ vào cuối năm 1942, khi Hải quân Đế quốc Nhật Bản có kế hoạch chế tạo Type E (lớp tàu ngầm) (戊型潜水艦 Bo-gata sensuikan).
| Số hiệu     | Tên | Xưởng chế tạo | Đặt lườn | Hạ thủy | Hoàn tất | Số phận          |
| 379 - 381   |     |               |          |         |          | Hủy bỏ năm 1943. |
| 5156 - 5180 |     |               |          |         |          | Hủy bỏ năm 1943. |

## Đặc tính kỹ thuật
| Kiểu                   | Kiểu              | Type-C (I-16) | Type-C (lô thứ hai) (I-46) | Type-C Cải biến (I-52) | Type V22B |
| Trọng lượng choán nước | Nổi               | 2.184 tấn Anh (2.219 t) | 2.184 tấn Anh (2.219 t) | 2.095 tấn Anh (2.129 t) | 2.285 tấn Anh (2.322 t) |
| Trọng lượng choán nước | Ngầm              | 3.561 tấn Anh (3.618 t) | 3.564 tấn Anh (3.621 t) | 3.644 tấn Anh (3.702 t) | Không có số liệu |
| Chiều dài (chung)      | Chiều dài (chung) | 109,30 m (358 ft 7 in) | 109,30 m (358 ft 7 in) | 108,70 m (356 ft 8 in) | 106,50 m (349 ft 5 in) (mực nước) |
| Mạn tàu                | Mạn tàu           | 9,10 m (29 ft 10 in) | 9,10 m (29 ft 10 in) | 9,30 m (30 ft 6 in) | 9,64 m (31 ft 8 in) |
| Mớn nước               | Mớn nước          | 5,34 m (17 ft 6 in) | 5,35 m (17 ft 7 in) | 5,12 m (16 ft 10 in) | 5,26 m (17 ft 3 in) |
| Chiều sâu              | Chiều sâu         | 7,80 m (25 ft 7 in) | 7,80 m (25 ft 7 in) | 7,90 m (25 ft 11 in) | Không có số liệu |
| Động cơ                | Động cơ           | 2 × động cơ diesel Kampon Mk.2 Model 10 2 trục | 2 × động cơ diesel Kampon Mk. 2 Model 10 2 trục | 2 × động cơ diesel Kampon Mk. 22 Model 10 2 trục | 2 × động cơ diesel Kampon Mk. 2 Model 10 2 trục |
| Công suất              | Nổi               | 12.400 bhp | 12.400 bhp | 4.700 bhp | 11.000 bhp |
| Công suất              | Lặn               | 2.000 shp | 2.000 shp | 1.200 shp | 2.400 shp |
| Vận tốc                | Nổi               | 23,6 hải lý trên giờ (43,7 km/h) | 23,6 hải lý trên giờ (43,7 km/h) | 17,7 hải lý trên giờ (32,8 km/h) | 22,4 hải lý trên giờ (41,5 km/h) |
| Vận tốc                | Lặn               | 8,0 hải lý trên giờ (14,8 km/h) | 8,0 hải lý trên giờ (14,8 km/h) | 6,5 hải lý trên giờ (12,0 km/h) | 8,0 hải lý trên giờ (14,8 km/h) |
| Tầm xa                 | Nổi               | 14.000 nmi (26.000 km) ở tốc độ 16 hải lý trên giờ (30 km/h)                                                                                          | 14.000 nmi (26.000 km) ở tốc độ 16 hải lý trên giờ (30 km/h)                                                                                          | 21.000 nmi (39.000 km) ở tốc độ 16 hải lý trên giờ (30 km/h)                                                                                          | 14.000 nmi (26.000 km) ở tốc độ 16 hải lý trên giờ (30 km/h)                                                                                                 |
| Tầm xa                 | Lặn               | 60 nmi (110 km) ở tốc độ 3 hải lý trên giờ (5,6 km/h)                                                                                                 | 60 nmi (110 km) ở tốc độ 3 hải lý trên giờ (5,6 km/h)                                                                                                 | 105 nmi (194 km) ở tốc độ 3 hải lý trên giờ (5,6 km/h)                                                                                                | 80 nmi (150 km) ở tốc độ 3 hải lý trên giờ (5,6 km/h) |
| Độ sâu thử nghiệm      | Độ sâu thử nghiệm | 100 m (330 ft) | 100 m (330 ft) | 100 m (330 ft) | 100 m (330 ft) |
| Nhiên liệu             | Nhiên liệu        | 816 tấn | 751 tấn | 842,8 tấn | 735 tấn |
| Thủy thủ đoàn          | Thủy thủ đoàn     | 95 | 94 | 94 | Không có số liệu |
| Vũ khí (ban đầu)       | Vũ khí (ban đầu)  | • 8 × ống phóng ngư lôi 533 mm (21 in) (phía mũi) • 20 × ngư lôi Type 95 • 1 × Hải pháo 14 cm/40 Kiểu năm thứ 11 • 2 × pháo phòng không 25 mm Type 96 | • 8 × ống phóng ngư lôi 533 mm (21 in) (phía mũi) • 20 × ngư lôi Type 95 • 1 × Hải pháo 14 cm/40 Kiểu năm thứ 11 • 2 × pháo phòng không 25 mm Type 96 | • 6 × ống phóng ngư lôi 533 mm (21 in) (phía mũi) • 17 × ngư lôi Type 95 • 2 × Hải pháo 14 cm/40 Kiểu năm thứ 11 • 2 × pháo phòng không 25 mm Type 96 | • 8 × ống phóng ngư lôi 533 mm (21 in) (phía mũi) • 18 × ngư lôi • 1 × Hải pháo 14 cm/40 Kiểu năm thứ 11 • 4 × pháo phòng không 25 mm Type 96 • 8 × thủy lôi |